# Sent Bausèli (Gard)
Sent Bausèli (en francès Saint-Bauzély) és un municipi francès situat al departament del Gard i a la regió d'Occitània.